# Navajo (Volk)

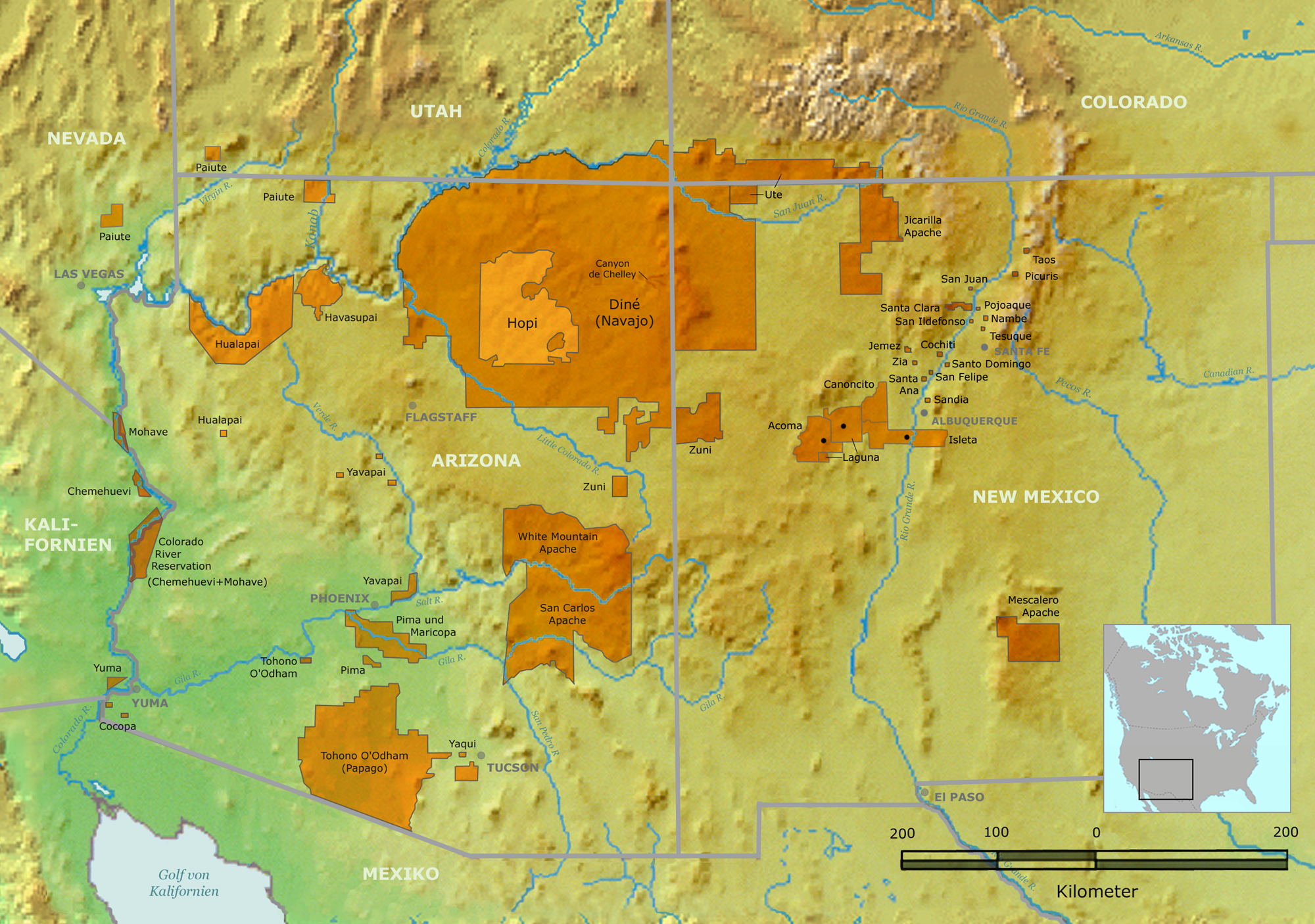
Reservat der Diné und benachbarter Stämme im Südwesten der USA

Die Navajo, auch Navaho oder Diné genannt, sind mit rund 332.100 Stammesangehörigen das zweitgrößte der indianischen Völker in den Vereinigten Staaten. Vergleicht man sie mit anderen Stämmen, so stellen sie den größten Anteil bei der Zahl derer, die sich beim US-Zensus von 2010 ausschließlich mit einer einzigen Stammeszugehörigkeit identifizierten und nicht gleichzeitig noch mit anderen Stammesgruppierungen oder dort abgefragten Ethnien oder Zugehörigkeiten.
Die Navajo leben verstreut im nordwestlichen New Mexico, im nordöstlichen Arizona, im südöstlichen Utah und in anderen Teilen der USA. Im Nordosten Arizonas liegt die Navajo Nation Reservation, das bis nach New Mexico und Utah hineinreichende sowohl an Bevölkerungszahl gemessen als auch flächenmäßig größte Reservat der USA, in dem etwas mehr als die Hälfte aller Navajo leben.

## Namensherkunft
Diné ist ihr Eigenname und bedeutet „Menschenvolk“ oder wörtlich, basierend auf ihren Mythen, „unter der Erde hervorkommendes Volk“. Sie nannten sich daher auch Nihookááʼ Dineʼé (natürliches Volk, Erd-Volk). Nicht zu den Navajo gehörende Stämme und Fremde bezeichneten sie als Ana'ii oder Anaa’i (Fremde, Feinde). Die Bezeichnung Navaho stammt aus der Tewa-Sprache. Navahuu bezeichnet dort ein bestelltes Feld, weil die Navajo im Gegensatz zu den mit ihnen verwandten, aber nomadisierenden Apachen ausgezeichnete Ackerbauern waren. Auch die Spanier nannten sie deshalb Apaches de Navahu („Apachen des bepflanzten Landes“). Ihre Sprache heißt ebenfalls Navajo (Eigenbezeichnung Diné bizaad) und gehört zur Na-Dené-Sprachfamilie.
Neben den eigentlichen Navajo spaltete sich ab zirka 1750 eine größere Gruppe von Familien ab (die Cañoncito Navajo, benannt nach ihrem Hauptsiedlungsgebiet, lebten zudem auch in den Cebolleta Mountains), die südlich und östlich des eigentlichen Stammesgebiets (also außerhalb von Dinetah) in festen Siedlungen in der Nähe der Pueblo und Spanier lebten, Ackerbau betrieben sowie größtenteils das Christentum übernahmen. Was diese aber den Navajo endgültig entfremdete, war deren aktive Teilnahme als Späher in Kriegszügen der Spanier (später Mexikaner und Amerikaner) gegen frei umherschweifende und unabhängige Navajo. Die Navajo bezeichneten sie daher als Diné Ana’ii oder Diné Anaa’i (sprich: Di-neh Aw-naw-uh, Alien oder Enemy Navajo, also fremde oder feindliche Navajo).
Die mit ihnen verwandten Apachen nannten die Navajo Yúdahá (= „Live Far Up“, „Jene, die [weit oben] im Norden leben“) und die Diné Ana'ii Ndá Yúdahá (= „Enemy Navajo“, feindliche Navajo oder „White Man Navajo“, Navajo des weißen Mannes). Zudem entstanden aus entflohenen Navajo-Sklaven aus Socorro, die sich in Alamo (= „at Field’s Place“), 35 Meilen nordwestlich von Magdalena ansiedelten, die sogenannten Alamo Navajo oder Puertocito Navajo. Sie bildeten wahrscheinlich ursprünglich eine Gruppe der Diné Ana’ii und wurden allgemein Tsa Dei’alth genannt (= „stone chewers“, „jene, die Steine kauen“), da sie während des Kampfes angeblich so wütend wurden, so dass sie Steine kauten. Ihnen schlossen sich auch einige Familien der Chiricahua und Mescalero an sowie einige Mexikaner. Später flohen einige Navajo vor der Verfolgung durch Kit Carson oder aus Fort Sumner, dem Mescalero-Reservat am Rio Pecos, und fanden bei den Puertocito-Navajo Unterschlupf.

## Wohngebiet und Lebensunterhalt
Das Navajo-Nation-Reservat und das von der Regierung zugewiesene Land im Südwesten der USA umfasst heute insgesamt mehr als 69.000 km² und ist teilweise eine Touristenattraktion. Am bekanntesten sind das Monument Valley und der Canyon de Chelly. Zahlreiche Navajo verdienen ihren Lebensunterhalt als Arbeiter fern des Navajolands, und viele haben sich auf bewässertem Land am Colorado River und in Städten wie Los Angeles und Kansas City niedergelassen.

## Geschichte

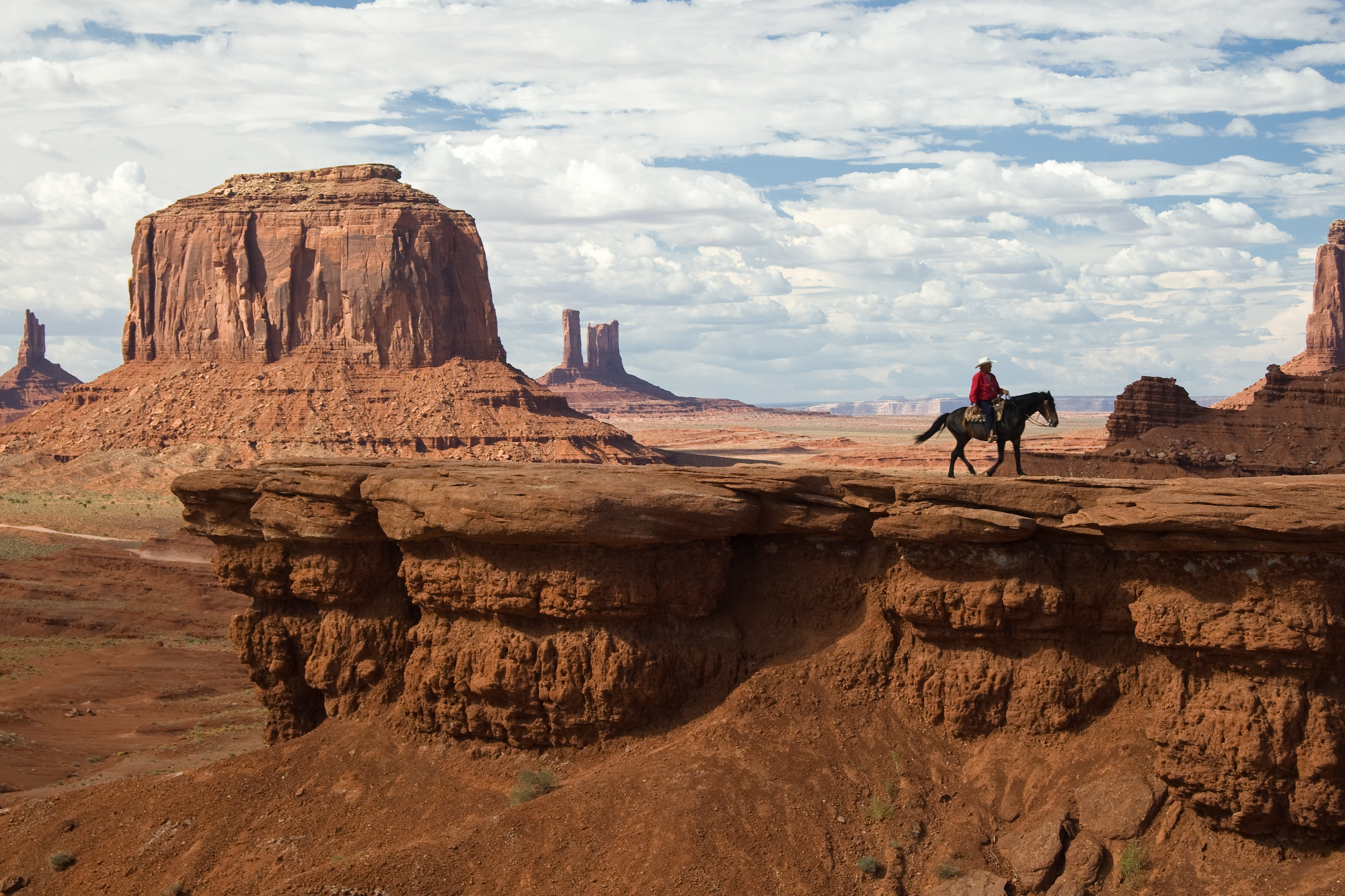
Monument Valley im Land der Navajo, im Vordergrund John Ford’s Point, im Hintergrund der Tafelberg Merrick Butte

### Entstehung der Navajo durch Adaption und Akkulturation
Wann die Navajo und die Apachen aus Kanada kommend in den Südwesten zogen, ist Gegenstand der Forschung und in den Details ungeklärt. In den subarktischen Regionen Kanadas leben noch heute alle anderen athabaskisch sprechenden Indianerstämme. Als plausible Annahme gilt, dass die Vorfahren der heutigen Navajo zwischen 1000 und 1200 in das Interior Plateau des heutigen British Columbia zogen. Von dort seien sie in mehreren Wellen und kleinen Gruppen auf der Ostflanke der Rocky Mountains nach Süden gezogen und etwa 1450 im Südwesten angekommen. Sie hätten aus der an die Region angepassten Kultur der dortigen Pueblo-Indianer Elemente übernommen und sich innerhalb kurzer Zeit in drei geographisch und kulturell verschiedene Subgruppen aufgeteilt. Die Prärie sei von den Kiowa-Apachen besiedelt worden, die im 16. Jahrhundert durch Zugang zu Pferden ihre Kultur stark veränderten. Die heutigen Navajo hätten sich Richtung Westen ausgebreitet und seien stärker sesshaft geworden, später hätten sie begonnen, Ackerbau zu betreiben.
Die Apachen seien mobiler geblieben und hätten das südliche Bergland für sich erschlossen. Eine alternative Theorie besagt, dass die Proto-Navajo über die High Desert und das Große Becken nach Süden gezogen seien und sich nach Osten ausgebreitet hätten. Teile der Navajo und der Apachen bestreiten, dass ihre Vorfahren jemals in anderen Regionen gesiedelt hätten und gehen in ihren Schöpfungsmythen davon aus, dass sie die ursprünglichen Menschen seien, die an ihren heutigen Wohngebieten geschaffen wurden.
Die überwiegende Auffassung besagt, dass die Navajo den östlichsten Teil ihres heutigen Siedlungsgebietes Dinétah in New Mexico um 1550 erreichten und dort für mehrere Jahrhunderte siedelten, bevor sie sich ab etwa 1750 langsam nach Westen ausbreiteten. Diese Ausbreitung könnte laut der wissenschaftlichen Diskussion auch schon etwas früher erfolgt sein, so dass die westlichen Regionen des heutigen Siedlungsgebietes in Arizona schon deutlich vor 1800 erreicht worden seien.
Dendrochronologische Untersuchungen der Baumringe aus Bauten der Navajo konnten so weit zugeordnet werden, dass sich die Ausbreitung genauer datieren lässt. Demnach sind die weitaus meisten Funde zu jung oder zu unbestimmt, um eine Aussage über die Ausbreitung zu machen. Eine kleine Zahl von Datierungen erlaubt aber, die Siedlungsgeschichte näher einzugrenzen. Demnach lässt sich eine Verbreitung in westlicher Richtung belegen: Um 1750 erreichten sie den Oberlauf des Little Colorado River im Nordosten Arizonas und errichteten dort eine befestigte Anlage, so dass sie wohl gewaltsam in bewohntes Gebiet eindrangen. Die Black Mesa wurde um 1840 erreicht, die Region nördlich und östlich der Hopi-Siedlungsgebiete in den 1850er Jahren und das Land westlich der Hopi erst nach 1870, nach der Rückkehr vom Langen Marsch, der temporären zwangsweisen Umsiedlung nach Fort Sumner.
Kontakte der Navajo zu Pueblo-Indianern sind spätestens vom 17. Jahrhundert an belegt, als Flüchtlinge aus einigen Rio-Grande-Pueblos nach der spanischen Niederschlagung des Pueblo-Aufstands zu den Navajo kamen. Im 18. Jahrhundert verließen einige Hopi wegen Dürre und Hungersnot ihre Mesas, um bei den Navajo zu leben, besonders im Canyon de Chelly im nordöstlichen Arizona. Unter diesem Puebloeinfluss wurde der Ackerbau zur wichtigsten Grundlage ihrer Subsistenz mit der gleichzeitigen Entwicklung von sesshafter Lebensweise. In historischer Zeit, nach dem Kontakt mit Spaniern, wurde der Ackerbau durch die Haltung von Schafen, Ziegen, Pferden und Rindern ergänzt, in manchen Gegenden sogar ganz dadurch ersetzt. Erstmals erwähnt wurden die Apache de Navahu in spanischen Berichten aus dem Jahre 1626 und damit von den Apachen unterschieden.

### Spanische und mexikanische Periode (1535 bis 1848)

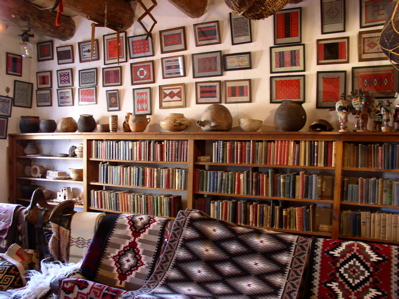
Navajo-Decken aus Schafwolle

Wie die Apachen überfielen auch die Navajo Pueblos und spanische Ansiedlungen, um besonders Schafe und Pferde zu stehlen, und so entwickelten sie eine neue Wirtschaftsform, die auf Feldbau, Viehhaltung und Beutemachen beruhte. Hinzu kam ab 1650 das Erbeuten und der Verkauf von Sklaven auf den Märkten in New Mexico durch die Navajo und verschiedene Plains-Stämme. Besonders bevorzugte Opfer waren hierbei die Pawnee im Osten als auch die friedlichen Südlichen Paiute im Norden. Die Südlichen Paiute konnten durch ihre marginalen Lebensbedingungen fast keine Vorräte anlegen, so dass sie nur ausgezehrt und oft halb verhungert über den Winter kamen. Daher gingen die Navajo zusammen mit Apachen stets im Frühling auf Paiute-Sklavenjagd, da diese dann besonders leichte und wehrlose Opfer waren. Oftmals mussten diese erstmals wieder mit Essen versorgt werden, damit sie gute Preise auf den Märkten erzielten. Da die Navajo zusätzliche Esser durch ihre breit aufgestellte Wirtschaftsbasis gut ernähren konnten und zudem für das Hüten der Schaf- und Pferdeherden sowie für die niedrigeren Arbeiten im Haushalt Helfer benötigten, hielten sich die Navajo oftmals Sklaven. Die größtenteils nomadisierenden Apachen hingegen hatten keinen großen Bedarf an Sklaven und verkauften Gefangene daher meist sofort auf den Märkten. Als die Spanier sich nach dem Pueblo-Aufstand von 1680 zunächst aus großen Teilen von New Mexico zurückzogen, ließen sie Teile ihrer Herden zurück. Diese Tiere, zusammen mit den bei Überfällen erbeuteten, legten den Grundstock für die großen Viehherden der Navajo. Schafe wurden zur Basis einer umfangreichen Tradition des Webens von Wollstoffen und insbesondere Decken.
Als die Comanche mit ihren Verbündeten, den Ute, im Osten und Norden von Dinetah auftauchten, nahm der Druck von feindlichen Überfällen auf die nun wohlhabenden Navajo mit ihren Schafherden, Feldern, Pferdeherden sowie ihren begehrten Navajo-Decken enorm zu. Die Navajo mussten wegen der andauernden Überfälle der neu aufgetauchten Feinde sich immer weiter nach Westen zurückziehen und sich tief in den Canyons verstecken. Die Navajo bezeichneten bald die aus dem Osten und Norden auf schnellen Mustangs herbeiziehenden Feinde als Ana’i („Fremde = Feinde“), besonders die Ute sollten später zur Nemesis der Navajo werden. Zu den Ana’i gesellten sich später die Kiowa, Kiowa-Apache sowie Südliche Cheyenne und Südliche Arapaho. Auch mit ihren athapaskischen Verwandten im Osten und Nordosten, den auf den Great Plains lebenden Beehai („Winter-Volk“ – Jicarilla Apache), Naashgali Dine’i (Naashgal? Dine’? – „People close to the mountains“ – „Volk, das nahe den Bergen wohnt“ – Mescalero Apache) und Tsétát’ah Chishí (Lipan Apache) lebten die Navajo in offener Feindschaft. Nur zu den Dziłghą́’í (Westlichen Apache) und den Chíshí (Chiricahua Apache) unterhielten die Navajo meist ein freundschaftliches Verhältnis und waren oft deren Verbündete in gemeinsamen Raubzügen im Norden Mexikos. Obwohl den Navajo ihre Verwandtschaft zu den verschiedenen Apachen-Völkern durchaus bewusst war, betrachteten sie diese selbst nicht als Navajo.
Nach 1770 wurden ihrerseits die Navajo von den Spaniern blutig unterdrückt. Eine lange und bittere Periode territorialer Übergriffe und der Gefangennahme von indianischen Sklaven begann. Im Jahr 1786 – die Spanier hatten gerade ein Bündnis mit den Ute, Comanche und deren Verbündeten, den Norteños geschlossen – wurden die Navajo gezwungen, ihre Allianz mit den Apachen aufzugeben und zusammen mit den Spaniern gegen diese zu kämpfen. Sollten sich die Navajo weigern, drohten die Comanche damit, diese auszulöschen. Besonders die östlichen Gruppen (oder Klans) mussten unter dem Druck der vereinigten feindlichen Stämme gegen die Apachen kämpfen, doch die westlichen Gruppen konnten sich zumeist in die Canyons zurückziehen und verstecken.
Im Jahre 1804 griffen die Navajo die Naakaii (Spanier, später auch Mexikaner) an und wurden am Canyon de Chelly blutig zurückgeschlagen. Ein dunkles Kapitel stellt die Versklavung vieler Navajo dar, die von Spaniern und Mexikanern betrieben wurde. Junge Indianer wurden gefangen und gezwungen, unter unmenschlichen Bedingungen in mexikanischen Silberbergwerken zu arbeiten.

### Geschichte im 19. Jahrhundert

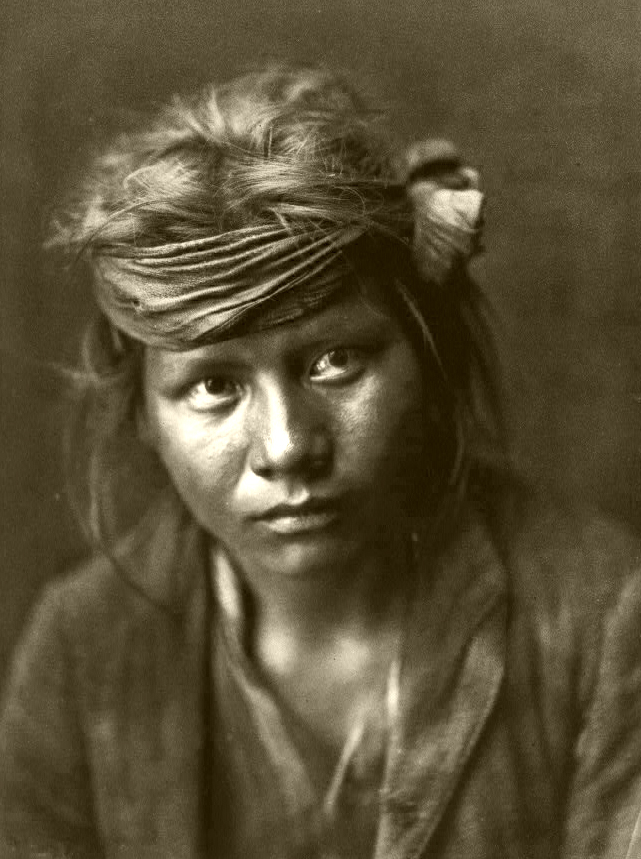
Edward Curtis: Son of the desert Navaho, 1907, junger Navajo

Als die Regierung der Vereinigten Staaten 1849 das Territorium der Navajo annektierte, waren diese als eine Anzahl kriegerischer und angriffslustiger Gruppen gefürchtet. Viele Jahre lang versuchte die Regierung vergeblich, den Beutezügen Einhalt zu gebieten, um amerikanischen und mexikanischen Farmern die Ansiedlung zu ermöglichen.
Im Jahr 1851 wurde mit Fort Defiance der erste amerikanische Militärposten im Navajo-Land gegründet. Während des Amerikanischen Bürgerkriegs wollte die Regierung in Washington, dass die Territorien von Arizona und New Mexico in der Union blieben. Damit sollten die Verkehrswege und Nachrichtenverbindungen von und nach Kalifornien offen bleiben. Deshalb mussten die Überfälle vor allem von Seiten der Mescalero und Navajo beendet werden. Die Mescalero wurden 1862 nach Fort Sumner oder Bosque Redondo am Pecos River umgesiedelt. Diesem Ort mangelte es an Brennholz, genießbarem Trinkwasser und gutem Ackerland.
Im Sommer des Jahres 1863 wurde Oberst Christopher Carson (Kit Carson) vom Oberbefehlshaber General James Carleton damit beauftragt, die Navajo ebenfalls in das neue Militär-Indianerreservat am Pecos River zu treiben. Das Militär schickte Unterhändler an einige Navajo-Gruppen und lokale Führer mit der Aufforderung zum Umzug nach Bosque Redondo, andernfalls würde man sie dazu zwingen. Die meisten der weit verstreut lebenden Navajo hörten nie etwas von diesem Ultimatum, und General Carleton machte keinen Versuch, sie aufzuspüren. Stattdessen gab er an Kit Carson den Befehl aus, die wirtschaftlichen Grundlagen der Navajo zu zerstören. Carson zog mit 300 Soldaten, verstärkt durch Ute-, Pueblo-Indianer und Freischärler aus New Mexico, durch das Land der Navajo, und vernichtete Obstgärten, Maisvorräte, Hogans, Wasserlöcher und Viehherden. Am 14. Januar 1864 begann der eigentliche Feldzug. Kit Carson ließ den Navajo die scheinbare Zuflucht, sich mit ihrer Hauptstreitmacht in den von ihnen für uneinnehmbar gehaltenen Canyon de Chelly zu flüchten. Aber auf den Rändern der Schlucht hatten die Amerikaner Kanonen in Stellung gebracht und die Navajo ergaben sich nach kurzem Gefecht. Am 23. Januar 1864 berichtete Kit Carson an General Carleton:

„Ich habe versucht ihnen klarzumachen, dass Widerstand sinnlos ist. Sie sagten, sie hätten den Krieg nur deshalb begonnen, weil die Strategie der Ausrottung verkündet worden sei. Sie hätten schon lange vorher Frieden gemacht und ein Reservat akzeptiert, wenn sie gewusst hätten, dass man sie gerecht behandelt. Ich berichte, dass es auf ihrer Seite leider 23 Tote gegeben hat. Ich habe ihnen Fleisch gegeben und ihnen erlaubt, zu ihren Weidegründen zurückzukehren. Sie sollen dort ihren Stammesmitgliedern, die sich verbergen, sagen, dass ich sie alle hier bei Fort Canby erwarte, um mit ihnen zum Bosque-Redondo-Reservat zu ziehen.“

### Der Lange Marsch
Nur wenige Navajo entkamen unter der Führung des Häuptlings Manuelito. Die Lebensgrundlage war zerstört, und im Februar 1864 sammelten sich über 8000 Navajo bei Fort Defiance, das jetzt Fort Canby heißt. Sie wurden auf den Langen Marsch (engl. Long Walk) nach Bosque Redondo geschickt. Das Vorhaben endete in einer Katastrophe und kostete insgesamt etwa ein Viertel der Indianer das Leben. General William T. Sherman führte eine Untersuchungsdelegation und zeigte sich erschüttert über die Zustände. Am 1. Juni 1868 wurde ein Vertrag unterzeichnet, der den Navajo einen Teil der alten Heimat als Reservat zuteilte und die Rückkehr erlaubte.

### Geschichte im 20. Jahrhundert

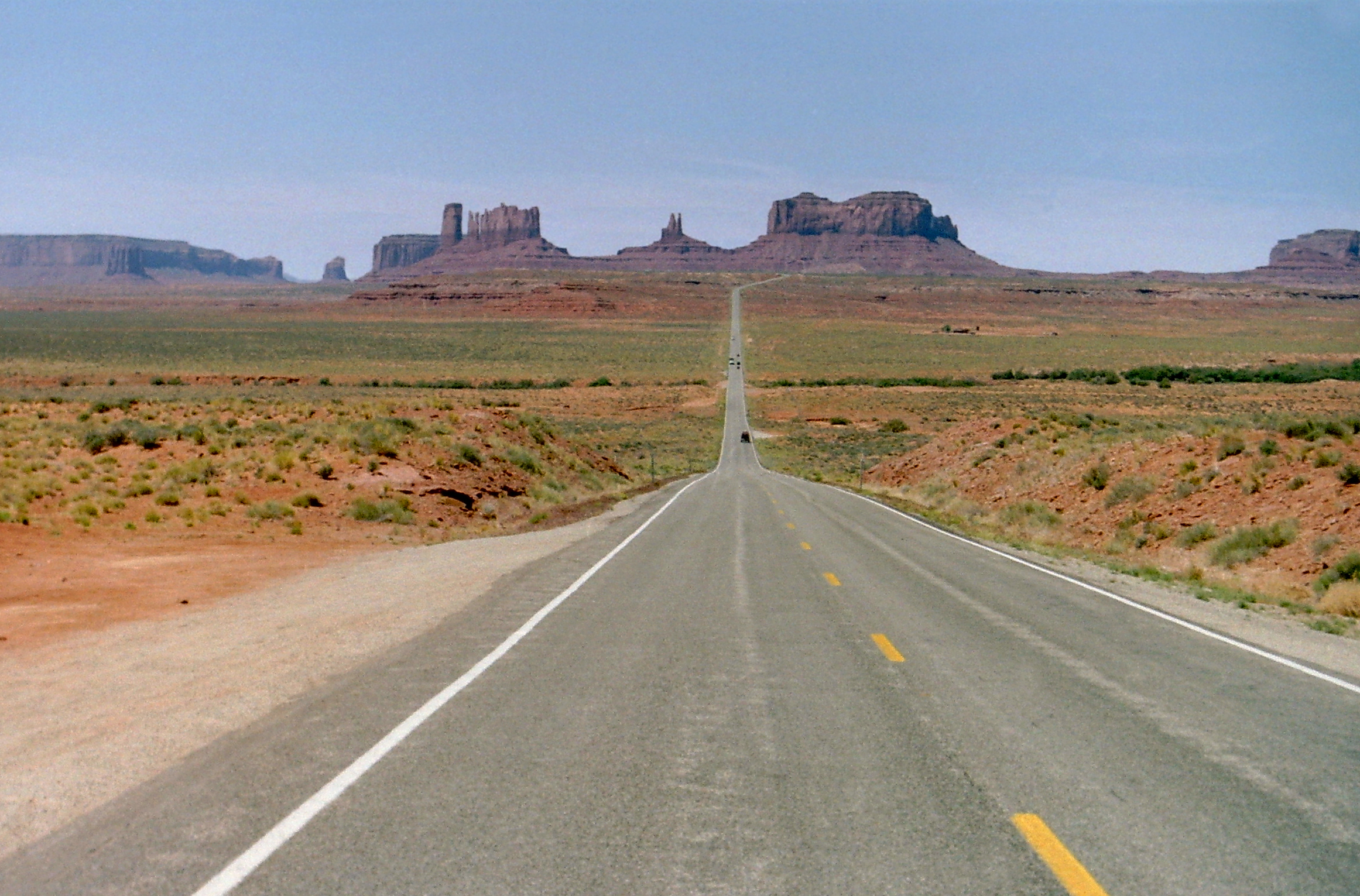
Land der Navajo (Monument Valley)

Im frühen 20. Jahrhundert wurde das Reservat vergrößert und die Lebensbedingungen besserten sich. Für ihr handwerkliches Können als Weber und Silberschmiede sind die Navajo berühmt. Sie erlebten eine Zeit relativen Wohlstands, und die Zahl der Stammesangehörigen wuchs. Dadurch vergrößerte sich auch die Zahl der Viehherden, so dass das ökologisch anfällige Land überweidet wurde und die Bodenerosion überhandnahm. In den 1930er Jahren ordnete die US-Regierung eine Verkleinerung des Viehbestands an und ließ viele Tiere töten – für die Navajo eine Katastrophe, als vor ihren Augen ihre Existenzgrundlage vernichtet wurde.

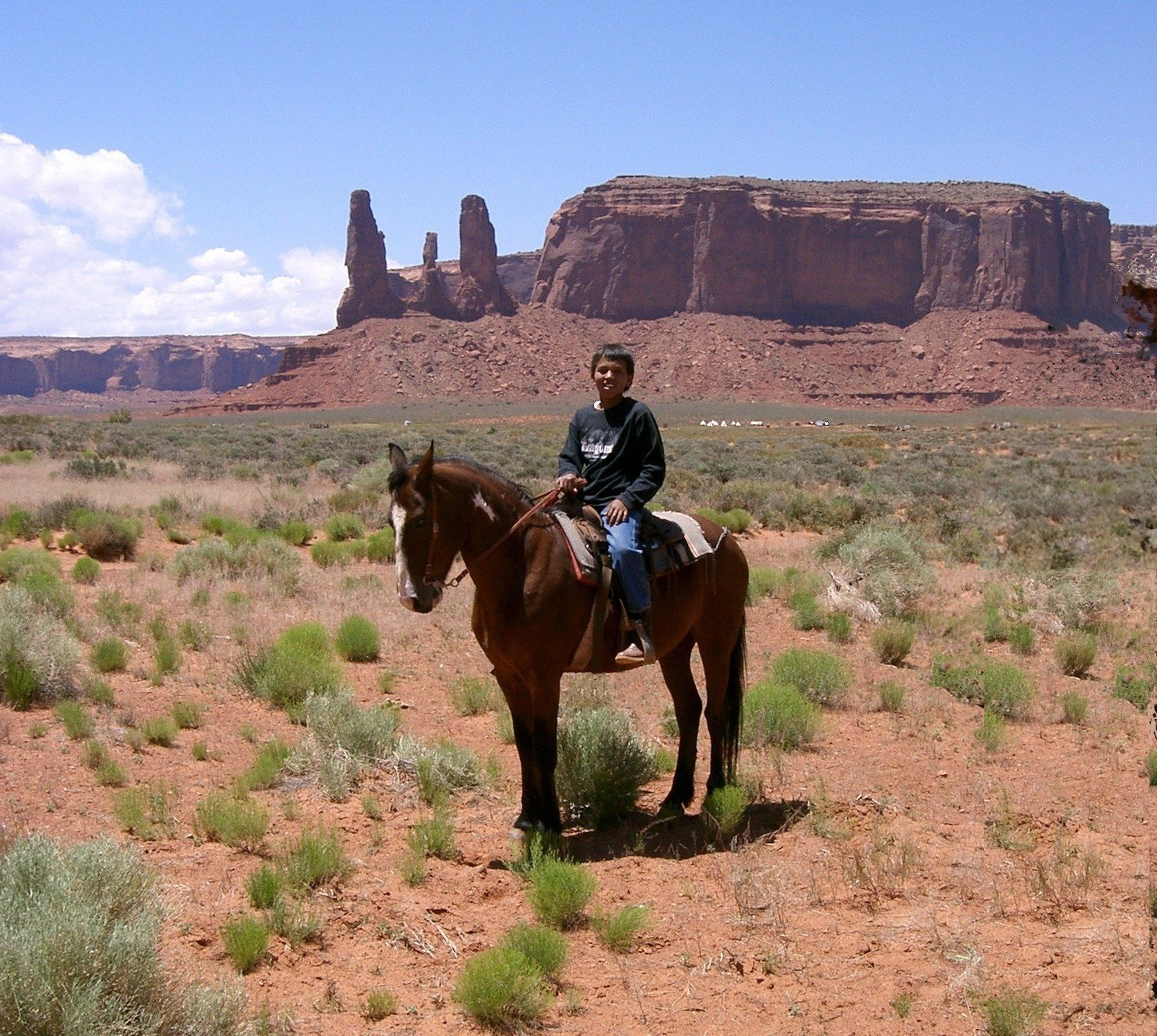
Junger Navajo – Monument Valley

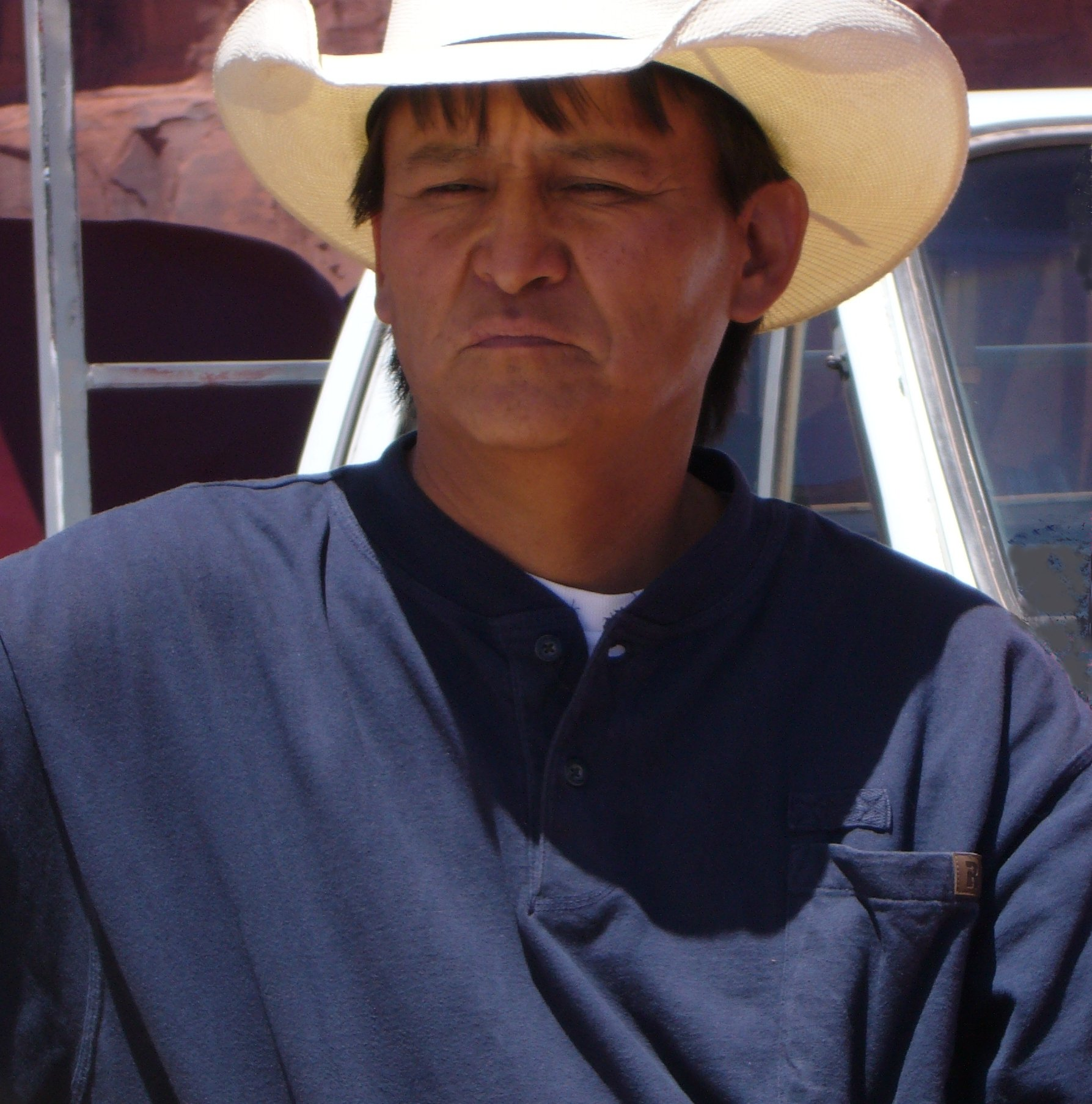
Navajo-Touristenführer – Monument Valley

Mit ihren Nachbarn, den Hopi, hatten die Navajo einen langen Streit um Land. Die Hopi, deren Pueblos auf den Mesas völlig vom Navajo-Reservat umschlossen sind, beschuldigten die Navajo jahrelang, Vieh und Feldfrüchte gestohlen zu haben. Den Höhepunkt erreichten die Spannungen 1974, als der amerikanische Kongress ein Gesetz verabschiedete, das ein großes Stück Land zwischen den Stämmen neu aufteilte. Es hatte zur Folge, dass 11.000 Navajo und 100 Hopi ihre Häuser verlassen und in von der Regierung bereitgestellte Wohnungen umziehen mussten.

### Der Navajo-Code
Im Zweiten Weltkrieg arbeiteten relativ viele Navajo als Funker für das US-Militär im Pazifikkrieg gegen Japan. Als es den Japanern gelungen war, amerikanische Funkcodes zu entschlüsseln, wurde der Navajo-Code entwickelt, der im Wesentlichen aus der Sprache der Navajo bestand. Diese wurde nur um einige Codewörter, die militärtechnische Dinge bezeichneten und für die es keine Navajo-Wörter gab, ergänzt. Als Windtalkers bezeichnete Navajo wurden in allen Standorten des Pazifikkriegs eingesetzt und tauschten Nachrichten in ihrer Sprache aus. Dieser Funkverkehr konnte von den Japanern trotz aller Bemühungen bis zum Ende des Krieges nicht übersetzt werden – ein Vorteil der außergewöhnlich komplexen Sprache der Navajo. Die Windtalker erhielten vergleichsweise hohe Anerkennungen der US-Armee, viele Details dieser Operation wurden jedoch wegen der Geheimhaltung erst Jahrzehnte später bekannt. Zum Andenken wurde der 14. August zum Nationalen Navajo-Codesprecher-Tag erklärt. Während des Kalten Krieges richtete die Sowjetunion an der Moskauer Lomonossow-Universität auch einen Sprachkurs in Navajo ein.

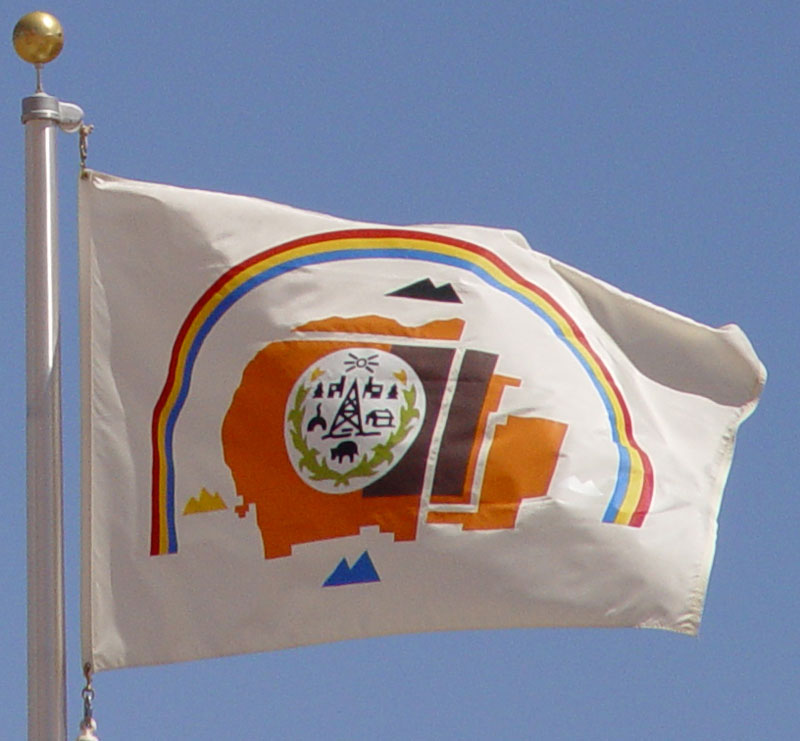
Flagge der Navajo

### Aktuelle Situation

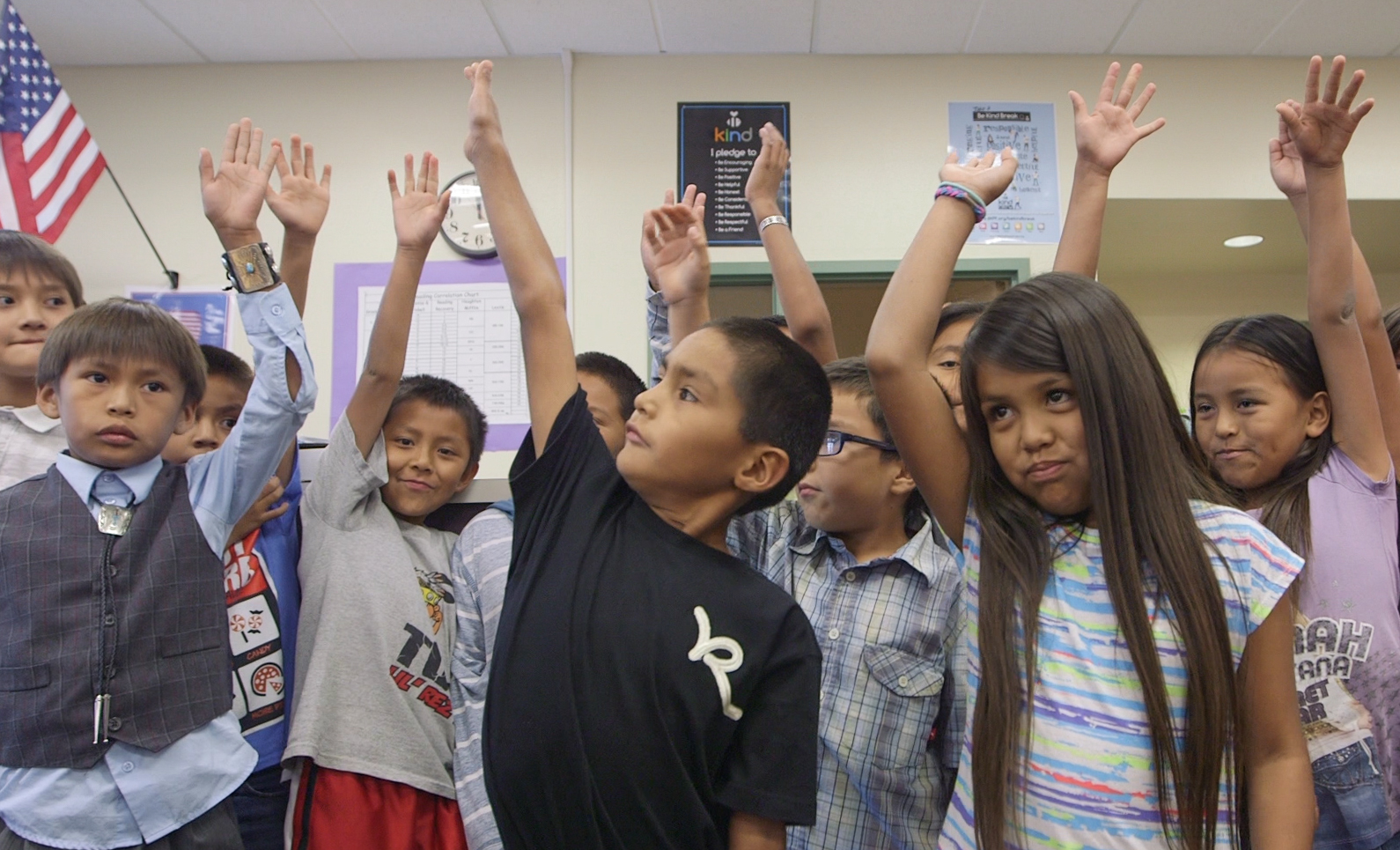
Navajo-Unterricht von Drittklässlern an der Indian Wells Elementary School

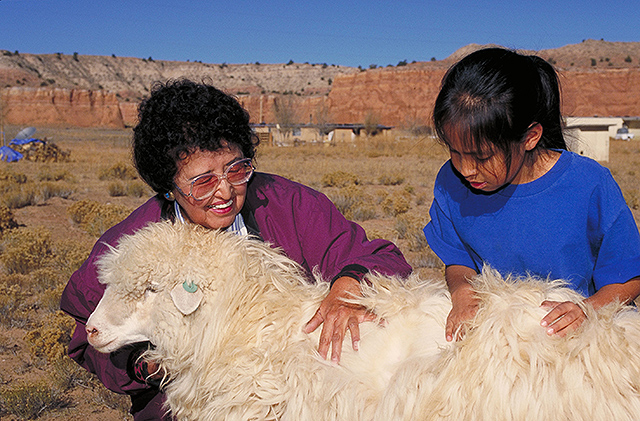
Navajos mit einem Navajo Churro-Schaf

Mit fast 300.000 Stammesangehörigen sind die Navajo heute der bevölkerungsreichste Stamm Nordamerikas. Die Nation wird seit 1923 von einem Stammesrat, gebildet aus den Repräsentanten der 88 Siedlungen, und einem direkt gewählten Vorsitzenden (engl. Chairman) verwaltet. Sie hat Steuerhoheit wie ein amerikanischer Bundesstaat, eine eigene Polizei und eigene Gerichtsbarkeit. Das Durchschnittsalter der Navajo beträgt 18 Jahre, und die Geburtenrate liegt bei 2,7 %. Der Boden des Reservats ist reich an Rohstoffen wie Erdöl, Erdgas, Kohle, Holz und Uran, die zwar Geld einbringen aber auch Probleme aufwerfen, wie die zunehmende Zerstörung der Umwelt, die Gefährdung der Gesundheit und von der US-Regierung angeordnete Zwangsumsiedlungen. Trotz aller Rohstoffe gibt es viel zu wenig verarbeitende Betriebe und keine eigene Dienstleistungswirtschaft. Die Arbeitslosigkeit ist wie in den anderen Reservaten hoch, sie liegt bei 40 Prozent, und die Armut ist bedrückend – obwohl die Navajo über das höchste Einkommen aller Indianerstämme in den USA verfügen. Das Diné College (Diné-Universität) sowie das Center for Diné Teacher Education befinden sich heute in Tsaile, AZ, in der Nähe des Canyon de Chelly.
Bislang hat kaum eine andere Ethnie Nordamerikas ihre Traditionen so weitgehend bewahren können wie die Navajo. Dafür spricht vor allem die Verwendung der Muttersprache, einer der stärksten Indikatoren für die Traditionalität einer Ethnie.
Dies liegt an der Größe und Unzugänglichkeit des großen Reservates in Verbindung mit einer kontinuierlichen Fortführung ihrer Lebensweise als Schafhirten in weit verstreuten kleinen Gruppen (um die begrenzte Menge an Weideland und Wasserquellen nachhaltig nutzen zu können), statt in Dörfern und Städten. Als Behausung dient hier eine moderne sechseckige Version des Hogans aus Holz und Zement. Die Tür ist normalerweise nach Osten ausgerichtet, um den Segen der ersten Sonnenstrahlen des Tages zu empfangen. Nach wie vor sind die Frauen die Eigentümerinnen des größten Teils der Ressourcen, z. B. der Herde. Die traditionellen Navajo haben ein starkes Gefühl für familiäre Loyalität und Verpflichtungen. Als Kultur im Wandel stehen die Navajo und ihre traditionelle Lebensweise unter erheblichem Stress, der durch den raschen Wandel in ihrer Gesellschaft und die Akkulturation hervorgerufen wird.
Seit der Jahrtausendwende gibt es zunehmend Bewahrungsversuche der traditionellen Kultur, die sich in Sprachprogrammen, aber auch zunehmendem Interesse an Medizinmännern und der Ritualkultur äußern. Junge Navajo sind inzwischen die Kinder der letzten Generation, die noch in die Boardings Schools mit ihrem Umerziehungsprogramm gingen. Im zweiten Jahrzehnt des 21. Jahrhunderts gilt die Navajo-Sprache als bedrohte Sprache, da trotz 170.000 Muttersprachlern immer mehr Kinder nur Englisch sprechen. Während zum Ende des Zweiten Weltkrieges noch fast jeder Bewohner des Navajo-Reservates Navajo als Muttersprache gesprochen hatte, beherrschten 70 Jahre später nur noch wenige junge Navajo die Sprache ihrer Großeltern. 1998 sprachen noch 30 Prozent der Navajo bei Schulbeginn Navajo als Muttersprache, während es 30 Jahre zuvor noch rund 90 Prozent waren. Im Reservat beginnt der Navajo-Sprachunterricht bereits in jungem Alter. An der im Jahr 2001 eröffneten Indian Wells Elementary School lernen Drittklässler Lesen, Schreiben und Sprechen auf Navajo. Der Schulzweckverband Holbrook Unified School District sieht es nach eigener Angabe als seine Aufgabe an, die Navajo-Sprache zu bewahren.

## Lebensweise und Kultur

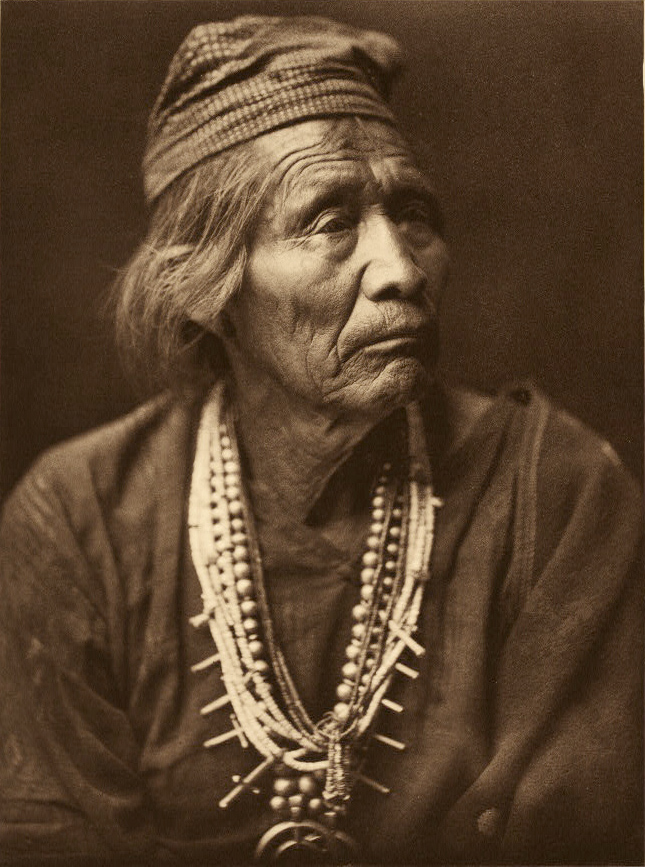
Nesjaja Hatali, Medizinmann der Navajo, Edward Curtis, 1907

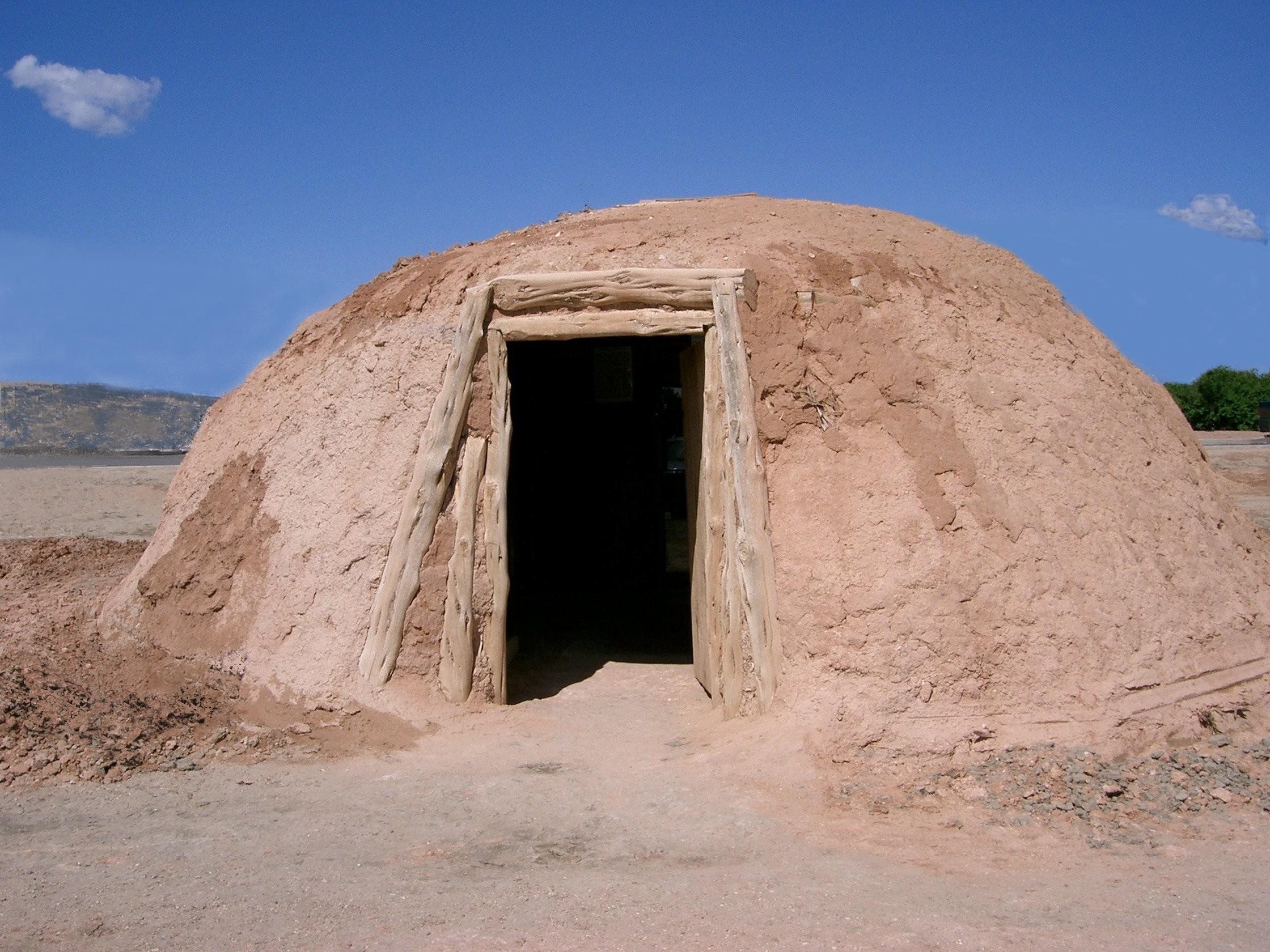
Klassischer Navajo Hogan

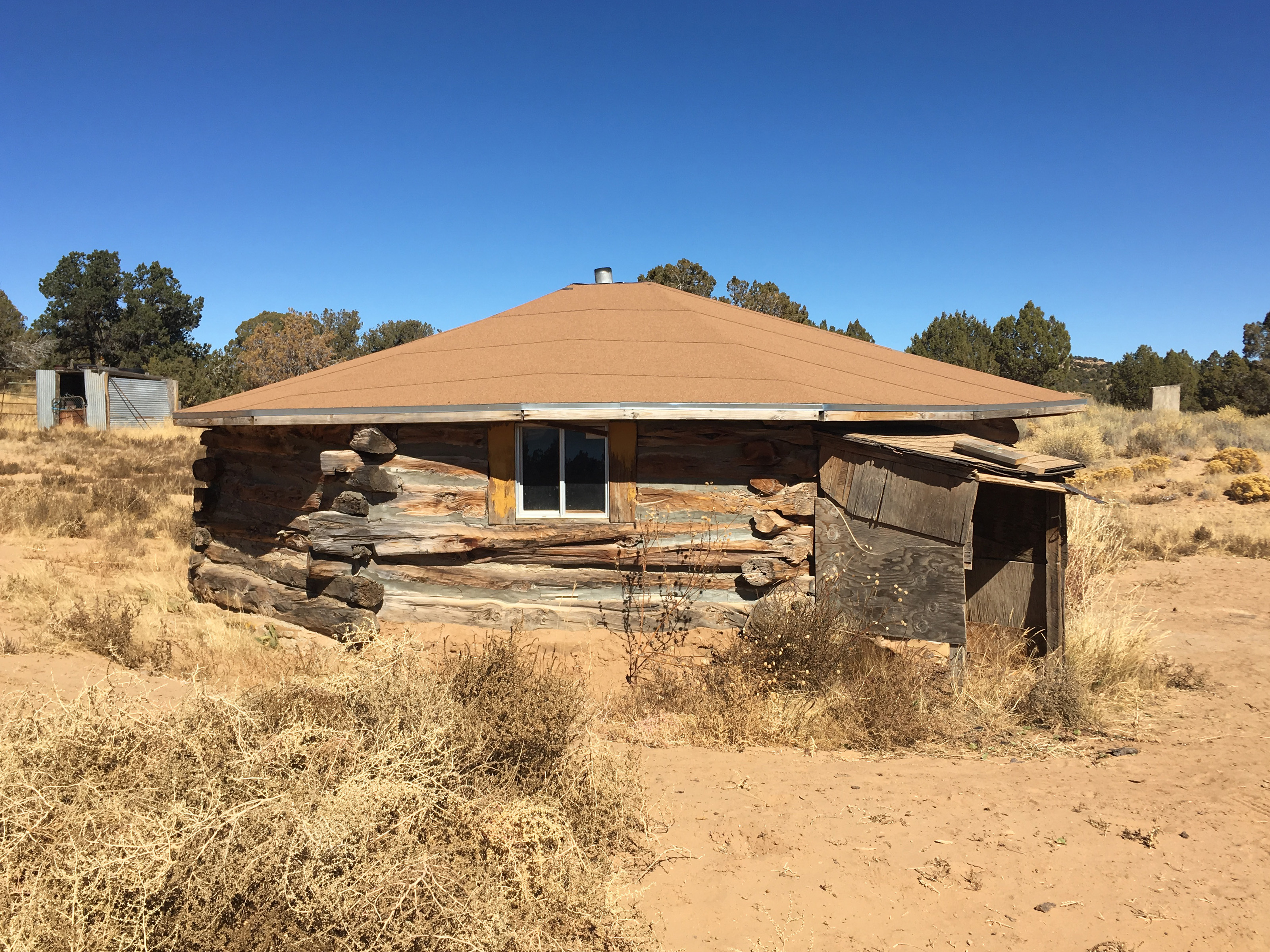
Moderner Hogan

Das Leben der Navajo spielt sich in und um ihre Hogans ab. Die traditionellen Häuser der Navajo sind fensterlos, werden aus Holz, Reisig und Lehm gebaut, und der Eingang ist nach der aufgehenden Sonne ausgerichtet. Inmitten einer Bodenvertiefung ist die Feuerstelle, und durch ein Loch im Dach kann der Rauch abziehen. Im Hogan ist es im Sommer kühl und im Winter gemütlich warm. Bei Nacht legen sich die Bewohner wie die Speichen eines Rades rings um die Feuerstelle. Es gibt auch moderne Hogans, achteckige Blockhütten mit einem Kuppeldach, aus dem der Schornstein herausragt. Sie sind geräumiger als die im alten Stil errichteten Hogans, doch nach derselben Grundstruktur gebaut. Starb früher ein Navajo, so schlug man in die Rückseite des Hogans ein Loch, durch das der Leichnam hinaus geschafft wurde. Anschließend verbrannten die Angehörigen das Haus und die gesamte Habe, der Ort wurde aus Furcht vor den Geistern des Toten gemieden.

### Soziale Organisation
Die Navajo ähneln den Apachen-Völkern auch durch ihren Verzicht auf zentrale Stammes- oder politische Organisation. Früher waren sie in Lokalgruppen (Engl. Outfits oder Local Bands) miteinander verwandter Sippen bzw. Großfamilien (Engl. Extended Family) aufgeteilt, jede mit einem lokalen Oberhaupt. Ähnliche Gruppen existieren noch heute, die aber mehr wegen desselben Wohnorts als aufgrund der Blutsverwandtschaft zusammenhalten, und viele dieser lokalen Gruppen haben gewählte Oberhäupter. Eine Lokalgruppe entspricht keinem Dorf und keiner Stadt, sondern eher einer Ansammlung von über ein großes Gebiet verstreuten Anwesen von 10 bis 40 Familien.
Die Navajo verteilen sich auf mehr als 50 Klans. Die Familienstruktur der Navajo ist matrilinear, das heißt die Verwandtschaftsverhältnisse werden durch die weibliche Linie bestimmt. Zudem sind die Klans auch matrilokal organisiert, so dass der Mann bei der Hochzeit zur Familie seiner Frau und deren Siedlung zog. Angehörige eines Klans dürfen innerhalb des eigenen Klans nicht heiraten. Grundlage der Gesellschaftsstruktur ist die erweiterte Familie, wobei auf die einzelnen Mitglieder festgelegte Pflichten entfallen.
Die Namen mehr als der Hälfte der Klans lassen vermuten, dass sie sich von den Orten herleiteten, aus denen der Klan stammte. Einer der ursprünglichen vier Klans, die Kinyaa’aanii (Towering House Clan), hatte seinen Ursprung in einer Pueblo-Ruine in New Mexico, und die Deeshchii’nii (Start-Of-The-Red-Streaked People) stammten aus einem Canyon im Land der Cibecue-Apache, einer Gruppe der Westlichen Apachen – konsequenterweise wurden später von diesem Klan die Cibecue-Apache als T’iisch’ebaanii (Gray-Cottonwood-Extend-Out People) adoptiert. Die übrigen Klans leiteten ihre Herkunft von anderen Stämmen ab inklusive von Mexikanern. So gab es die Nóóda’i Diné (Ute), Naaɫani Diné (Many Comanche Warriors Clan, Comanche), Naakétɫ’ahi (Flatfoot People, Akimel O'Odham) sowie mehrere adoptierte Pueblo-Klans (Zuñi, Jemez, Zia, Santa Ana, Tewa und Hopi).

### Politische Organisation

#### Naataanii (männliche und weibliche traditionelle Führer)
Während der spanisch-mexikanischen Herrschaft gab es fünf lose politische geographische Gruppierungen der Navajo. Diese befanden sich am Mount Taylor, Cebolleta (Siedlungsgebiet der Diné Ana’ii, Enemy Navajo), Chuska Mountains, Bear Springs und Canyon de Chelly. Die einzelnen Lokalgruppen wählten jeweils zwei Häuptlinge, die Naataanii – einen für den Krieg und einen für den Frieden.
Die Friedens-Naataanii wurden wegen ihrer exzellenten Moral, ihrem rituellen Wissen über die Ausrichtung der Blessing-Way-Zeremonie, ihrer großen Redekunst, ihres Charismas, ihres Prestiges sowie oftmals aufgrund ihres Reichtums an Schaf- und Pferdeherden gewählt. Üblicherweise versahen sie ihre Pflicht und Verantwortung für die Gemeinschaft ihr Leben lang, doch es wurde von ihnen erwartet, dass sie kurz vor ihrem Tod zurücktraten und einen Nachfolger der Lokalgruppe als Führer vorschlugen. Manchmal wurden auch Frauen zu Friedens-Naataanii gewählt, da sie in der Gesellschaft der Navajo die Häuser und Viehherden besaßen und somit enormen wirtschaftlichen als auch politischen Einfluss hatten. Die Friedens-Naataanii entschieden über die wirtschaftliche Entwicklung (Ackerbau, Sammeln, Handel) der Lokalgruppe (oder des Klans), der Wahl der Weideplätze für die Herden sowie der Jagdgründe. Zudem mussten sie in Familienstreitigkeiten vermitteln, sich mit Hexerei (chindi – „menschliche Wölfe“, Hexer) auseinandersetzen sowie ihre Lokalgruppe gegenüber anderen Navajo als auch gegenüber benachbarten Stämmen (und später Spaniern und Amerikanern) diplomatisch vertreten – somit hatten sie auch die Entscheidung über Krieg oder Frieden zu treffen.
Um hingegen die Position als Kriegs-Naataanii zu erreichen, musste man enormes rituelles Wissen über einen oder gar mehrere War Ways oder Enemy Ways besitzen – diese War Ways waren Zeremonien die darauf abzielten, erfolgreiche Raubzüge oder Vergeltungszüge rituell zu erzwingen. Die Navajo hatten gegenüber den Kriegs-Naataanii eine zwiespältige Einstellung. Obwohl sie diese als große Krieger und Anführer respektierten, wurden sie oft auch kritisiert – sei es weil der Kriegs-Naataanii zu eigenmächtig geworden war oder ein Kriegszug ein Fehlschlag gewesen war.
Sowohl Friedens-Naataanii als auch Kriegs-Naataanii wurden bei ihren täglichen Aufgaben und Pflichten durch Hastól (älteren Männern) und Hataoli/Hataali (heiligen Männern und Frauen) beraten und unterstützt. Zudem stellten diese Männer und Frauen die wichtige Verbindung zwischen den Naataanii und den Diyin Diné (Heiliges Volk) her, die existenziell wichtig für die Gemeinschaft war.

#### Naachid – traditionelle Zusammenkünfte (ca. 1650 bis ca. 1860)
Es gab regelmäßige Zusammenkünfte (alle zwei oder vier Jahre, in Stammeskrisen jedes Jahr) mehrerer Lokalgruppen, die sowohl aus politischen als auch aus zeremoniellen und religiösen Gründen abgehalten wurden. Bei diesen Naachid (= to gesture with the hand) trafen sich 24 Naataanii – zwölf für den Frieden und zwölf für den Krieg – in einem speziellen Hogan, um alle Angelegenheiten zu besprechen. Bei diesen Naachid versammelten sich die Naataanii oft, um Zeremonien und Rituale abzuhalten für genügend Wasser, Fruchtbarkeit des Ackerbodens sowie – falls von Feinden Gefahr drohte – für Erfolg im Krieg. Daher diente das Naachid den Navajo oft auch als Kriegs- und Friedensratsversammlung, in der entschieden wurde, ob man Verhandlungen mit Feinden aufnehmen oder Vergeltung üben sollte. Während Friedenszeiten hatten die Friedens-Naatannii den Vorsitz inne. Doch brach Krieg aus oder drohte von Feinden außerhalb von Dinétah Gefahr, übernahmen die Kriegs-Naataanii die Führung im Naachid. Frauen konnten offen vor der Versammlung reden, wenn diese an Kriegs- und Raubzügen teilgenommen hatten oder anderweitig einen hohen Status innehatten.
Die Entscheidungen der Naachid waren für die teilnehmenden Lokalgruppen nicht bindend, ebenso wenig wie für diejenigen Gruppen, die nicht teilgenommen hatten. Die Naachid ermöglichten es den Navajo in Zeiten von Krieg oder wirtschaftlicher Not, in denen es notwendig war, schnellstmöglich viele Lokalgruppen zu versammeln und zu einem gemeinsamen Entschluss zu kommen. In dem letzten großen Naachid im Jahre 1840 versammelten sich die Navajo und entschieden, dass sie mit den Mexikanern in Santa Fe Frieden schließen würden. Die letzten belegten Naachid fanden während des Krieges gegen die Amerikaner in den Jahren von 1850 bis 1860 statt, danach waren die Navajo nicht mehr in der Lage, diese traditionellen politischen Versammlungen fortzuführen. Die verschiedenen Lokalgruppen sowie einzelne Familien und Kriegertrupps befanden sich andauernd auf der Flucht vor der amerikanischen Armee, verzweifelt auf der Suche nach Schutz und Nahrung, so dass keine Zeit mehr für größere Zusammenkünfte mehrerer Lokalgruppen und Naataanii blieb.

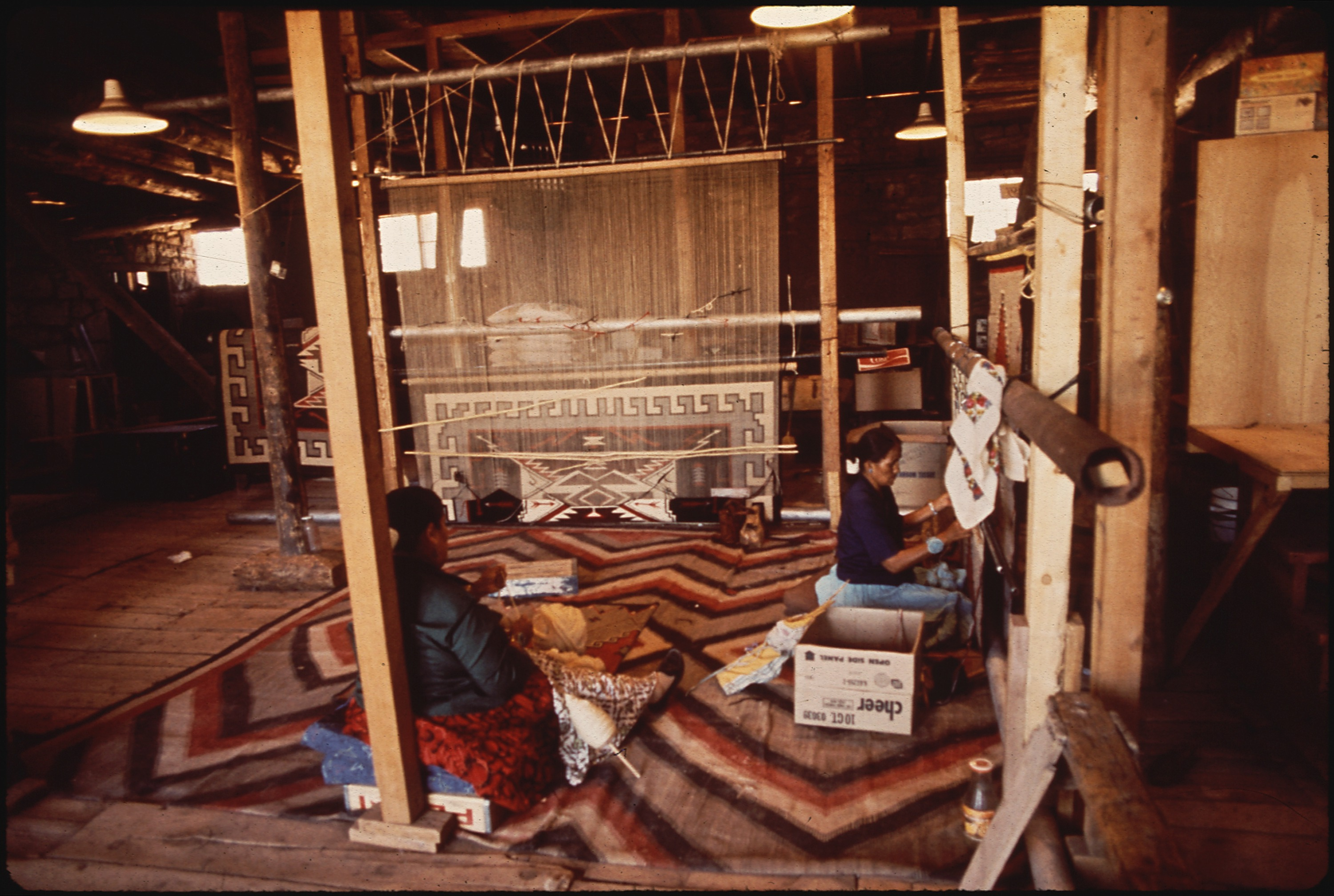
Navajo-Weberinnen

## Handwerk und Kunst
Die Pueblo-Indianer beeinflussten die Navajo nicht nur in der Agrikultur, sondern auch in der Kunst. Sowohl bemalte Töpfereien und die bekannten Navajo-Brücken als auch Elemente der Navajo-Zeremonien wie das Trockensandmalen sind Ergebnisse dieser Kontakte. Ein weiteres hervorragendes Kunsthandwerk der Navajo, die Silberschmiedearbeit, stammt aus der Mitte des 19. Jahrhunderts und wurde dem Stamm wahrscheinlich erstmals von mexikanischen Silberschmieden vermittelt.
Die religiöse Symbolik beeinflusste auch die Kunst der Navajo. Wo eine Navajo-Frau sich aufhält, kann der Webstuhl nicht weit sein. Zunächst fertigten sie gemusterte Webdecken, die als Poncho getragen wurden. Der berühmte Navajo-Teppich ist jedoch die Erfindung weißer Händler aus der Zeit des Eisenbahnbaus und der ersten Touristen. Die Gäste aus dem Osten konnten mit den Decken wenig anfangen, so taufte man diese um und nannte sie Teppiche (engl. rugs) und legte den Grundstein für einen neuen Erwerbszweig. Bereits die Kinder üben sich äußerst geschickt im Fadenspiel, als Vorstufe des Umgangs mit dem Webstuhl. Ethnologen haben ihnen daher einen neuen Ausdruck gewidmet: Ist während des Fadenspiels an einem Finger eine untere Schlinge über eine obere zu bringen, sagt man: „Mach einen Navajo!“
In den letzten 50 Jahren sind die Sandbilder (Engl. Dry Paintings) der Navajo aus dem Halbdunkel der Hogans an die Öffentlichkeit gelangt. Die Herkunft dieser Maltechnik ist unklar. Die Bilder werden traditionell während nächtlicher Heilzeremonien in Hogans angefertigt. Die Künstler sind besonders geschulte Medizinmänner, die sich Jahre lang komplizierte Gebete, Gesänge und die Maltechnik angeeignet haben. Die Bilder sind im Durchmesser 60 bis 90 cm groß und bestehen aus farbigem Gesteinspulver, Maispollen und anderen heiligen Materialien. Die Motive sind Abbildungen der Navajo-Götter, die während der Zeremonie um Heilung des Patienten angefleht werden. Kurz vor der Morgendämmerung ist die Zeremonie beendet und die heiligen Bilder werden zerstört. Der gesammelte Sand wird nördlich des Hogans vergraben. Heute stellt man auch langlebige Sandgemälde zu kommerziellen Zwecken her. Außer den genannten Motiven zeigen sie auch Landschaften, Porträts von Indianern, Töpfer- und Webereimuster und abstrakte Formen. Im Reservat gibt es Hunderte solcher Künstler – die besten arbeiten in der Gegend von Shiprock in New Mexico. Arbeiten seit den 1890er Jahren und Werkstätten, in denen man Kunsthandwerkern bei der Arbeit beobachten kann, können an verschiedenen Stellen des Reservates, insbesondere in der Hubbell Trading Post National Historic Site in Ganado, Arizona besichtigt werden.

## Glauben
Die religiösen Überlieferungen und Riten der Navajo sind vielfältig, animistisch (Allbeseeltheit) und polytheistisch (Vielgötterei). Gemeinsam ist ihnen ein Bezug zu Landmarken und spezifischen Orten. Das Weltbild der Navajo basiert vor allem auf Hózhó  („Schönheit“ oder „Harmonie“), einem spirituellen Idealzustand, um dessen Erhaltung sich alles dreht.
Das Pantheon der Götter ist ausgesprochen vielfältig. Die Ethnologin Gladys Reichard hat versucht, die Götterwelt zu klassifizieren, um die Vielfalt besser zu verstehen: Sie schuf Kategorien wie die „überredbaren Gottheiten“ – die nur gutes tun; den „unzuverlässigen Gottheiten“ – denen man viel opfern muss, um ihre Hilfe zu erlangen; die „Wesen zwischen Gut und Böse“ wie Kälte, Schlaf und Not – die grausam aussehen, aber mild sind; die „unüberredbaren Gottheiten“ – die nur übles tun und ferngehalten werden müssen; die diyin-Leute – die zwischen Menschen und Göttern vermitteln; und die Kulturheroen – wie die Zwillingskriegsgötter. Die Diyin Diné sind das (mythische) „heilige Volk“, das sich mit dem Wind, auf einem Sonnenstrahl oder einem Donnerschlag fortbewegt. Reichard vermutet, dass sich hinter allen Göttern und Geistern als höchste Triebkraft des Universums die (männlich vorgestellte) Gottheit Djoxona'ai („Vater Sonne“, der die Sonne trägt) verbirgt. Sie nimmt als unbenennbare und geheimnisvolle Kraft die Stelle eines „Hochgottes“ ein, deren Wirken sich überall in der Schöpfung offenbart.
Einige der vielen Mythen beziehen sich auf die Schöpfung der ersten Menschen aus verschiedenen Welten unter der Erdoberfläche, andere Geschichten erklären die zahllosen üblichen Riten. Einige davon sind von Einzelnen oder Familien zelebrierte einfache Rituale, die bei Reisen, beim Geschäft und beim Spiel Glück bringen sollen, sowie Schutz für die Ernte und die Herden. Dies waren etwa Opfergaben von Tabak, Maismehl oder Blütenstaub. Die komplexeren Riten erfordern einen Spezialisten, den man nach seinem Können und der Länge der Zeremonien bezahlt. Die meisten Riten werden vorwiegend zur Heilung körperlicher oder seelischer Krankheiten organisiert. Bei anderen Zeremonien gibt es einfache Gebete und Gesänge, und man fertigt dazu Sandbilder an. In manchen Fällen gibt es öffentliche Tänze und Vorführungen, zu denen sich Hunderte oder Tausende von Navajo und Touristen versammeln.
Zwei besonders wichtige Gottheiten sind Asdzáá Nádleehé/'Asdza' na'dlehe'  (Changing Woman = „die sich wandelnde Frau“) und Mutter Erde, die schön, immer jung und großzügig ist und über das Wohlergehen des Volkes wacht. Als sie noch ein Baby war, wurde sie von Altsé Hastiin/Atse'hastqin („Erster Mann“) und Altsé Asdzaa („Erster Frau“) gefunden. Das Baby lag in einer von Göttern geschaffenen Wiege auf einem heiligen Berg und innerhalb von vier Tagen wuchs Changing Woman zur gereiften Frau heran. Sie war es, die den Navajo erklärte, wie sie ihr Leben in Übereinstimmung mit der Natur gestalten können. Die lebensspendende, lebenserhaltende sowie gebärende Rolle von Changing Woman spiegelt sich auch in der sozialen Organisation der Navajo wider: Frauen dominierten die sozialen und wirtschaftlichen Angelegenheiten, die Klans waren matrilinear und matrilokal organisiert, und sowohl das Land als auch die Schafe wurden von den Frauen der Lokalgruppen kontrolliert. Changing Woman war laut einer Version des Mythos das Kind von Sa’ah Naaghaii (Erster Junge), der den Geist (den Verstand) symbolisiert und von Bik’eh H-zh (Erstes Mädchen), das die Sprache verkörpert. Zusammen stellten Sa’ah Naaghaii und Bik’eh H-zh im übertragenen Sinne die ideale Welt der Navajo dar und beinhalteten deren wichtigste Ideen und Werte.
Zudem glaubten die Navajo, dass jedes Lebewesen eine innere und eine äußere Form habe, die immer wieder in Harmonie und Gleichgewicht gebracht werden mussten. Daher musste die innere Form sich mit Sa’ah Naaghaii (Erster Junge) vereinen und die äußere dasselbe mit Bik’eh H-zh (Erstes Mädchen) versuchen. Changing Woman repräsentierte eine Synthese von den beiden und hatte daher die Kraft, die Unsterblichkeit aller Leben und aller lebenden Dinge durch immerwährende Reproduktion (Wandel = Changing) zu erreichen. Der Glaube an tierische Schutzgeister hingegen, der ansonsten fast überall in Nordamerika vorkam, war bei den Navajo nicht zu finden.
Die christliche Mission hatte bis zum Anfang des 20. Jahrhunderts nur minimalen Einfluss. Erst in den 1920er Jahren zeigten sich Erfolge der Christianisierung. In den 1970er Jahren wurden viele Stammesmitglieder von der Kirche Jesu Christi der Heiligen der Letzten Tage (Mormonen) bekehrt. Nach wie vor gehören Alltag und Religion für sehr viele Navajo untrennbar zusammen. Auch heute noch gehen die Männer auf die Felder und singen, damit der Mais wächst. Die Weberinnen ziehen einen speziellen Faden als Geistweg in ihre Teppiche. Nach den laufenden Erhebungen des evangelikal-fundamentalistisch ausgerichteten Bekehrungsnetzwerkes Joshua Project bekennen sich noch 25 Prozent der Navajo zur traditionellen Religion, 60 Prozent sind (offiziell) Christen (überwiegend Protestanten) und 15 Prozent bezeichnen sich als nicht religiös.

### Schöpfungsmythos (Diné bahane')
Die Navajo glaubten an die Existenz von vier aufeinanderfolgenden Welten – die Erste Welt / Schwarze Welt (auch: Rote Welt, die der Unterwelt entsprach), die Zweite Welt / Blaue Welt (Niʼ Hodootłʼizh) sowie die Dritte Welt / Gelbe Welt (Niʼ Hałtsooí) wurden jedoch nicht von Menschen, sondern nur von den Diyin Dine'e / Heiliges Volk (Geistwesen, die die Moral und Gesetze den Tieren und Menschen gaben) und Göttern sowie von ebenfalls als Diné („Volk“) bezeichneten vier Lebewesen bzw. Tiergattungen bewohnt, diese Tiergattungen bewohnten jeweils eine dieser Welten, und da sie die Götter und das Heilige Volk auf deren Wanderung durch die Welten bis in die letzte – der Vierten Welt / Weißen Welt (Niʼ Hodisxǫs) – folgten, lebten in dieser letzten Welt alle tierischen Lebewesen – die Ch'osh Dine'/ Insekten, die Naat'agii Dine'e / Vögel (wörtlich: „fliegende(s) Tiere / Volk“), die Naaldlooshii Dine'e / Vierbeinige Tiere (wörtlich: „vierbeiniges Volk“) und die Ta[t]'11h Dine'e / Unterwasser Tiere (wörtlich: „Unterwasser Volk“) bereits dort, als in dieser zuletzt die Navajo und die anderen Völker der Menschen geschaffen wurden. Da für die Navajo alle Lebewesen ebenfalls Diné waren, wurden diese von ihnen als Verwandte und mit großem Respekt behandelt. Die heutige Welt (nach Ankunft der Europäer) wird manchmal daher von den Navajo als Fünfte Welt bezeichnet.
Die Religion und Kosmologie der Navajo wird stark von einem positiven Dualismus oder Polarität geprägt und daher liegt ihrer Überzeugung nach ihr traditionelles Land Dinétah („unter den Navajo / dem Volk, im Gebiet der Navajo / des Volkes“; abgl. von Diné – „Navajo“ oder „Volk“, -tah – „unter, durch, im Gebiet von“) zwischen den sie schützenden Eltern, der als Mutter personifizierte Erde (oder Natur) namens Nihi Má Ni'asdzáán / Mutter Erde (auch: Nahasdzáán) und Nihi Zhé'e Yádiłhił / Vater Himmel (auch: Yádiłhił oder Yadilyil).
Zudem ist die Zahl Vier für Apachen und Navajo von besonderer Wichtigkeit und ist nach ihrer Tradition voller positiver Magie, Symbolik und Heiligkeit:
- vier aufeinander folgende Welten:
  - die Erste Welt / Schwarze Welt (auch: Rote Welt)
  - die Zweite Welt / Blaue Welt (Niʼ Hodootłʼizh)
  - die Dritte Welt / Gelbe Welt (Niʼ Hałtsooí) sowie
  - die Vierte Welt / Weiße Welt (Niʼ Hodisxǫs)
- die vier Lebewesen bzw. Tiergattungen
- die vier ursprünglichen Doone'e / Klans der Navajo,[21] zu denen sich neue wegen des Wachsens der Population der Navajo gesellten, zudem wurden fremde Völker als Clans adoptiert und somit in die Navajo-Nation integriert (so z. B. die Pima als Naaket l'ahi – “Flat foot People Clan”, die Ute als Nooda'i dine'e – “Ute Clan”, die Cibecue Apache als T'iisch'ebaanii – “Gray Cottenwood Extending out Clan” oder die Mescalero Apache als Naashgali dine'e).
  - Towering House Clan / Kinyaa'aanii/Kiyaa'aanii
  - One Walks Around (You) Clan / Honaghaahnii/Honághááhnii
  - Mud (People) Clan / Hashtl'ishnii
  - Bitter Water Clan / Todich'ii'nii/Tó dích'íinii
- die vier Dził da diyinigii / Vier Heiligen Berge (Four Sacred Mountains) begrenzen geographisch sowie kultisch Dinétah:
  - der Heilige Berg im Osten: Blanca Peak / Sis Naajiní, auch: Tsisnaajini, Sis na’jin – “Dawn” oder “White Shell Mountain”, mit 4.374 m höchster Gipfel der Sangre de Cristo Range im Süden Colorados
  - der Heilige Berg im Süden: Mount Taylor / Tsoodził – „Blue Bead“, auch: Dootł’izhii Dził – „Türkisfarbiger Berg“, mit 3.446 m höchster Gipfel der San Mateo Mountains im Nordwesten von New Mexico
  - der Heilige Berg im Westen: die San Francisco Peaks / Dookʼoʼoosłííd – “Abalone Shell Mountain” – „Berg der Abalonen-Schalen“, nördlich der Stadt Flagstaff in Arizona
  - der Heilige Berg im Norden: Hesperus Mountain / Dibé Nitsaa – “Big Mountain Sheep” oder “Obsidian Mountain”, mit 4.035 m der höchste Gipfel der La Plata Mountains, einem Gebirgszug der San Juan Mountains im Südwesten von Colorado
- die vier Haupthimmelsrichtungen:
  - Ha’a’aah (Sonnenaufgang – Osten)
  - E’e’aah (Sonnenuntergang – Westen)
  - Náhookǫs (Norden) und
  - Shádi’ááh (bezieht sich auf die Sonne (shá) – Süden)
- die vier Heiligen Kulturpflanzen:
  - der weiße und gelbe Mais steht für den Norden
  - die Bohnen stehen für den Osten, beide sind für die Navajo männlich
  - der Squash (Kürbis) steht für den Süden und
  - der Tabak steht für den Westen, beide sind für die Navajo weiblich
- die vier mit den jeweiligen Himmelsrichtungen, Heiligen Bergen und Heiligen Pflanzen assoziierten Heiligen Farben:
  - Łigai / Weiß – repräsentiert die Vierte Welt, den Osten, Blanca Peak sowie die Bohnen
  - Dootł’izh / Türkis (auch für Blau und Grün) – repräsentiert die Zweite Welt, den Süden, Mount Taylor sowie den Squash (Kürbis)
  - Łitso / Gelb – repräsentiert die Dritte Welt, den Westen, die San Francisco Peaks sowie den Tabak und
  - Łizhin / Schwarz – repräsentiert die Erste Welt, den Norden, Hesperus Mountain sowie den Mais.

Die Navajo glauben an die Herkunft aus einer Unterwelt, die sie die Erste Welt (oder auch Schwarze Welt) nennen. Diesen zeitlosen Ort kannten nur die Geistwesen und die Heiligen Leute (Diyin Diné). Hier lebten, getrennt im Osten und Westen, Erster Mann und Erste Frau. Als Erster Mann einen Kristall verbrannte und Erste Frau dasselbe mit einem Türkis tat, sahen sie des anderen Feuer und wurden vereinigt. Doch schon bald begannen die Wesen der Ersten Welt zu streiten und ein Chaos anzurichten. Damit zwangen sie Erster Mann und Erste Frau, nach Osten zu ziehen. Der Weg führte beide zuerst in die Blaue Welt und dann in die Gelbe Welt, in der sie die sechs Heiligen Berge (engl. Sacred Mountains) fanden, die bis in die Gegenwart als heilig verehrt werden. Diese Sacred Mountains sind im Osten der Blanca Peak (Sis Naajiní, Tsisnaajini, Sis na’jin) in Colorado, im Westen die San Francisco Peaks (Dook’o’oslííd) in Arizona, im Norden Hesperus Mountain (Dibé Ntsaa) in den La Plata Bergen, ebenfalls in Colorado; im Süden ist es der Mount Taylor (Tsoodzil) in New Mexico. In diesem Gebiet liegt auch die Huerfano Mesa (Dził Ná'oodiłii, “Soft Goods Mountain” oder “Banded Rock Mountain”), in der Changing Woman / Asdzą́ą́ Nádleehé (in älteren Quellen auch: Ahsonnutli, Estsanatlehi oder Etsanatlehi) aufgezogen wurde und der zentrale heilige Berg, der Gobernador Knob (Chʼóol'į́ʼí, “Precious Stones Mountains” oder “Great Spruce Mountain”). Der Überlieferung nach stiftete Coyote in der Gelben Welt Unruhe, weil er das Kind von Water Monster stahl, und dieser ließ voller Wut die ganze Welt im Wasser versinken. Doch Erster Mann setzte eine Pflanze, die hoch in den Himmel wuchs, und auf ihr konnten die Lebewesen den Fluten entkommen. Als das Wasser zurückging, fanden sich die Ersten Menschen (engl. First People) in der strahlenden Fünften Welt wieder, dem heutigen Land der Navajo, dem Dinétah.
Einer anderen Überlieferung zufolge gebar Changing Woman / Asdzą́ą́ Nádleehé die Zwillinge Naayéé’ Neezgháni (engl. Monster Slayer) und Tó Bájish Chini (engl. Child Born of Water), die alle Monster töteten. Daraufhin wanderte Changing Woman mit ihrem Mann, dem Vater Himmel, nach Westen zum Pazifik zusammen mit einigen Personen (damals waren dies noch sprechende Tiere), so dass sie sich nicht alleine fühlen möge. Doch nach einiger Zeit kehrten die Tiere nach Osten in ihre alte Heimat Dinétah zurück, als sie hörten, dass immer noch einige von ihnen dort lebten. Daraufhin entschied Changing Woman, dass es mehr Lebewesen (diesmal handelt es sich um Menschen, um Navajo) in Dinétah geben sollte und erschuf die ersten vier Klans. Changing Woman rieb sich die Haut von ihrer Brust und schuf die Kinyaa’aanii (Towering House Clan), von der abgeriebenen Haut vom Rücken erschuf sie die Honaghaanii (One-Walk-Around Clan), aus der Haut unter ihrem rechten Arm entstanden die Todich’ii’nii (Bitter Water Clan) und aus der unter ihrem linken Arm die Hashtl’ishnii (Mud Clan).
Als die Menschen durch Dinétah umherzogen, adoptierten sie auch benachbarte Stämme als Klans in ihrer Stammesorganisation (tatsächlich sind fast alle Nachbar-Völker bei den Navajo als Klans vertreten). Die Beiyóódzine Diné (Südliche Paiute), die rund um Navajo Mountain (Naatsis'áán) lebten, wurden zwar adoptiert, aber später wegen religiöser Differenzen zurückgelassen. Danach zogen die Navajo weiter nach Süden, wo sie die Chishi (Chiricahua Apache) zurückließen und die Naakaii Diné (Mexikaner) adoptierten. Daraufhin wandten sie sich nach Osten, wo die Naashgali Diné (Mescalero Apache) beschlossen zu bleiben. Nun wanderten sie nach Dibé Ntsaa in den La-Plata-Bergen, woraufhin sie sieben Jahre dort siedelten, doch die Sommer waren zu kurz für den Anbau von Mais und Kürbissen – so verließ der größte Teil der Navajo die Gegend wieder und zog nach Cabezon Peak (Tsé Naajiin). Diejenigen, die zurückblieben, waren die Beehai (Jicarilla Apache).

## Häuptlinge und Anführer
- Armijo
- Barboncito (um 1820–1871)
- Manuelito (um 1818–1894)
- Herrero Grande
- Ganado Mucho
- Cayatanita
- Delgadito
- Narbona Primero

## Demografie
| Jahr | Quelle           | Zahl    | Bemerkungen |  |
| 1680 | James Mooney     | 8.000   | geschätzt   |  |
| 1867 | unbekannt        | 7.300   |             |  |
| 1890 | Zensus           | 17.204  | fehlerhaft  |  |
| 1900 | Zensus           | 19.000  | fehlerhaft  |  |
| 1910 | Zensus           | 22.455  |             |  |
| 1923 | US Indian Office | 30.000  | geschätzt   |  |
| 1930 | Zensus           | 39.064  |             |  |
| 1937 | US Indian Office | 44.304  |             |  |
| 2000 | Zensus           | 269.000 |             |  |
| 2010 | Zensus           | 332.129 |             |  |